# Rhodotoxotis
Rhodotoxotis là một chi bướm đêm thuộc phân họ Olethreutinae trong họ Tortricidae.

## Các loài
- Rhodotoxotis arciferana (Mabille, 1900)
- Rhodotoxotis heteromorpha Diakonoff, 1992
- Rhodotoxotis phylochrysa Diakonoff, 1992
- Rhodotoxotis plutostola Diakonoff, 1992